# Benillup
Benillup é um município da Espanha na província de Alicante, Comunidade Valenciana. Tem 3,4 km² de área e em 2021 tinha 101 habitantes (densidade: 29,7 hab./km²).

## Demografia
| Variação demográfica do município entre 1991 e 2004 | Variação demográfica do município entre 1991 e 2004 | Variação demográfica do município entre 1991 e 2004 | Variação demográfica do município entre 1991 e 2004 |
| --------------------------------------------------- | --------------------------------------------------- | --------------------------------------------------- | --------------------------------------------------- |
| 1991                                                | 1996                                                | 2001                                                | 2004                                                |
| 76                                                  | 105                                                 | 97                                                  | 93                                                  |